# 3126 Davidov
A 3126 Davydov (ideiglenes jelöléssel 1969 TP1) a Naprendszer kisbolygóövében található aszteroida. Ljudmila Ivanovna Csernih fedezte fel 1969. október 8-án.